# Saksiri Meesomsueb
Saksiri Meesomsueb (thaï : ศักดิ์ศิริ มีสมสืบ ; Système général royal de transcription du thaï : Saksiri Misomsuep) est un poète et écrivain thaïlandais, ainsi qu'un peintre et un dessinateur. Il est également connu sous le nom de plume Kittisak.

## Biographie
Il fut élève de l'Académie des arts de Poh Chang et publia son premier recueil en 1983.
Saksiri Meesomsueb a remporté le prix des écrivains de l'Asie du Sud-Est en 1992 pour son recueil de poèmes, Cette main est blanche. En 2005, il a reçu le prix Silpathorn pour la littérature.
Il fit partie des 12 personnes nommées artistes nationaux pour l'année 2016 dans différents domaines par le ministère de la Culture de Thaïlande.